# 番茄湯

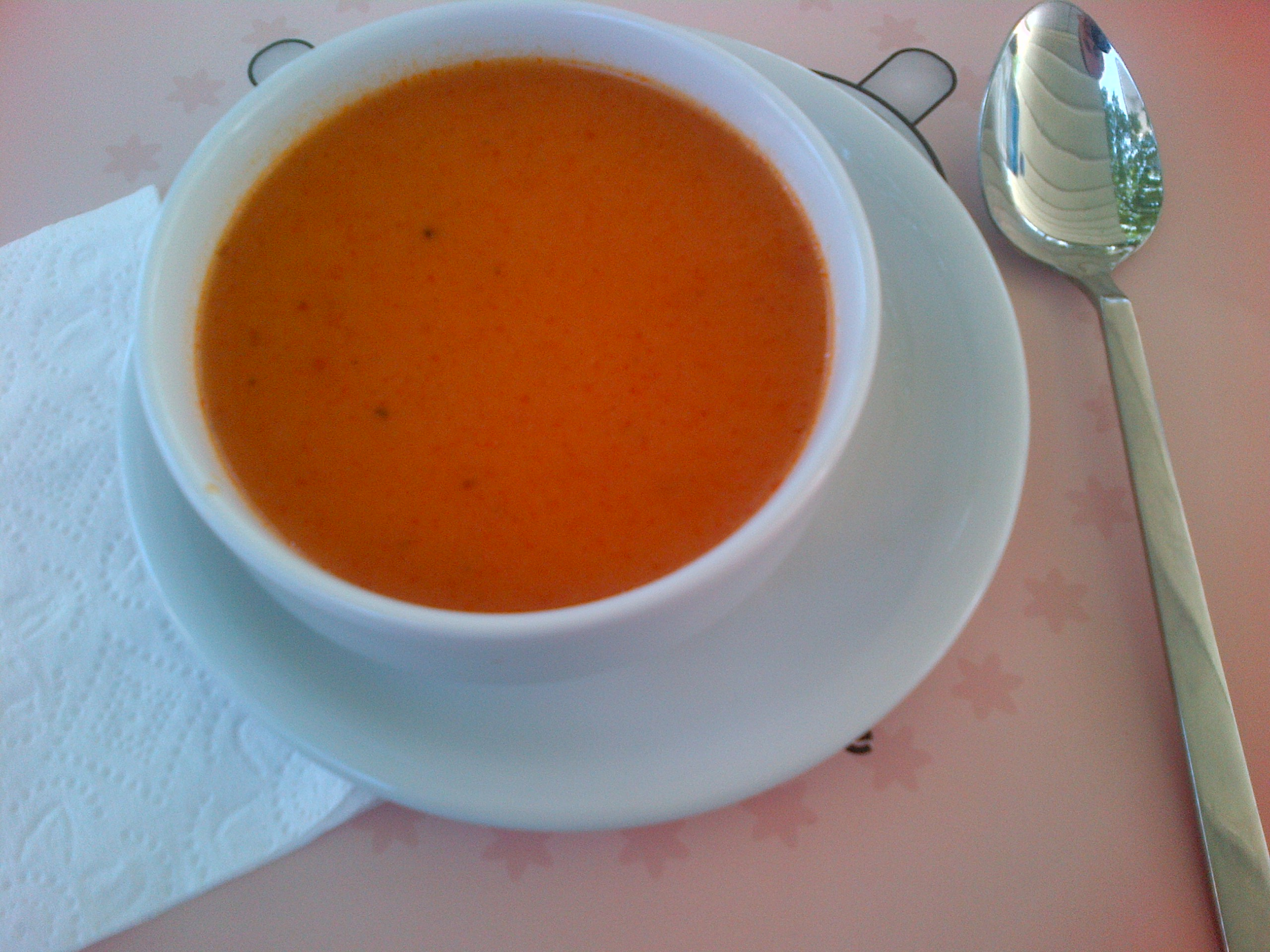
一碗土耳其风味的番茄汤

番茄湯（Tomato soup）是指以番茄為主要原料的湯，既可冷食也可熱食，並有多種調理方式。番茄湯是波蘭和美國最著名的食物之一。